# St. Louis Cardinals
St. Louis Cardinals là một đội bóng chày chuyên nghiệp của Mỹ có trụ sở tại St. Louis, Missouri. Đội Cardinals thi đấu tại Major League Baseball (MLB) với tư cách là một câu lạc bộ thành viên của phân giải Trung tâm (Central Division) của National League (NL - Giải Quốc gia). Kể từ mùa giải năm 2006, đội Cardinals đã chơi các trận đấu trên sân nhà của họ tại Busch Stadium (Sân vận động Busch). Là một trong những câu lạc bộ bóng chày chuyên nghiệp lâu đời nhất và thành công nhất trong nước Mỹ, Cardinals đã giành được 11 danh hiệu vô địch World Series, nhiều hơn bất kỳ đội NL nào khác và đứng thứ hai trong MLB chỉ sau New York Yankees. Đội đã giành được 19 danh hiệu vô địch National League, nhiều thứ ba so với tất cả các đội cùng giải. St. Louis cũng đã giành được 14 danh hiệu vô địch ở các giải Đông và Trung tâm.
Năm 1881, doanh nhân Chris von der Ahe mua lại câu lạc bộ Brown Stockings, đổi tên thành St. Louis Browns và đưa đội trở thành thành viên của liên đoàn bóng chày American Association (AA). Đội đã giành được bốn chức vô địch giải, đủ điều kiện để chơi trong giải vô địch bóng chày chuyên nghiệp lâm thời, tiền thân của World Series hiện đại. Trong hai giải vô địch này, đội Browns đã đấu với đội Chicago White Stockings, khởi đầu cho sự cạnh tranh lâu dài giữa 2 đội Cardinals - Chicago Cubs.
Năm 1892, Browns - hay còn được gọi là Perfectos - gia nhập National League of Professional Base Ball Clubs (Giải Quốc gia của các Câu lạc bộ Bóng chày Chuyên nghiệp), sau đó được đổi tên thành National League (Giải Quốc gia). Năm 1900, đội được đổi tên thành Cardinals.
Những thành tựu đáng chú ý của Cardinals bao gồm phát minh hệ thống trang trại cầu thủ của quản lý/chủ sở hữu Branch Rickey, hai lần danh hiệu Triple Crown của Rogers Hornsby, mùa giải 30 trận thắng của Dizzy Dean năm 1934, 17 kỷ lục MLB và 29 kỷ lục NL của Stan Musial, ERA 1.12 kỷ lục của Bob Gibson vào năm 1968, chiến lược chơi Whiteyball của Whitey Herzog, kỷ lục home run trong một mùa giải của Mark McGwire năm 1998 và câu chuyện lội ngược dòng lịch sử của đội vô địch năm 2011. Cardinals đã thắng từ 105 trận trở lên trong 4 mùa giải và thắng từ 100 trận trở lên 9 lần. Các cầu thủ của Cardinals đã giành được 20 lần MVP của National League, 4 lần đoạt 3 Triple Crown và 3 giải Cy Young. Những người được vinh danh tại Sảnh Danh vọng Bóng chày Quốc gia (National Baseball Hall of Fame) bao gồm Lou Brock, Dizzy Dean, Bob Gibson, Whitey Herzog, Rogers Hornsby, Joe Medwick, Stan Musial, Branch Rickey, Red Schoendienst, Ozzie Smith và Bruce Sutter.
Năm 2018, Forbes định giá đội Cardinals là $1,9 tỷ, cao thứ 7 trong số các câu lạc bộ MLB và hơn rất nhiều so với $147 triệu vào năm 1995 khi đội được mua lại bởi William DeWitt Jr., hiện là chủ sở hữu của đội.  Năm 2017, đội đạt doanh thu $319 triệu với thu nhập hoạt động là $40 triệu. John Mozeliak là Chủ tịch Hoạt động Bóng chày, Mike Girsch là tổng giám đốc và Mike Shildt là huấn luyện viên trưởng. Đội Cardinals cũng nổi tiếng với sự ủng hộ mạnh mẽ của người hâm mộ: mặc dù là một trong những thị trường tầm trung của MLB, đội thường xuyên thu hút một trong số những lượt người xem cao nhất trong giải đấu và liên tục nằm trong số ba đội hàng đầu MLB trong xếp hạng truyền hình địa phương.